# Phyllonorycter cretaceella
Phyllonorycter cretaceella är en fjärilsart som först beskrevs av Braun 1925.  Phyllonorycter cretaceella ingår i släktet guldmalar, och familjen styltmalar. Inga underarter finns listade i Catalogue of Life.